# アブ・アイワークス
アブ・アイワークス（Ub lwerks、1901年3月24日 - 1971年7月7日）は、アメリカ合衆国ミズーリ州カンザスシティ出身のアニメーター、特殊効果技師。出生名はウッベ・エルト・イベルクス（Ubbe Ert Iwerks）。
創業初期のウォルト・ディズニー・カンパニーでアニメーターとして活躍し、ミッキーマウスの生みの親としても知られる。

## 経歴
1919年にカンザスシティのペスマン＝ルービン・コマーシャル・アート・スタジオに広告のグラフィックアーティストとして就職し、そこでウォルト・ディズニーと出会う。二人はそこで共に働くうちに親交を深めていき、アート・スタジオとの契約が切れた後も二人は共にカンザスシティの新聞社で働いた。そんな中でウォルトはアニメーターに転身してスタジオを立ち上げる事を決意し、アイワークスも彼と共に働く事を決める。
ディズニーの最初のアニメ作品となるLaugh-O-Gram Studioでアイワークスはチーフ・アニメーターを務め、草創期のディズニー・アニメーションの原型を作る事となった。しかし二人が最初に作ったスタジオは破産し、カンザスシティからロサンゼルスへと移って再挑戦する事になる。新たに「ディズニー・ブラザーズ社」が立ち上げられ、そこで最初に製作されたのが実写とアニメを組み合わせた「アリスコメディシリーズ」だった。そしてその製作が終わると新たなキャラクターを生み出す事になり、ウォルトとアイワークスが考案したのが「オズワルド・ザ・ラッキー・ラビット」だった。このキャラクターを主人公としたアニメシリーズは成功し長期シリーズとなる。しかし1928年、配給手数料を巡って配給会社であったユニバーサル・ピクチャーズとの交渉が決裂。ユニバーサルはディズニーの下で働いていたアニメーターに引き抜き工作を行い、多くのアニメーターがそれに応じてしまう。アイワークスはその中でウォルトの元に残った数少ない、もしくは唯一のアニメーターだった。さらにオズワルドの権利はユニバーサルが持っていたため、生み出したキャラクターまでもを失ってしまう。
ウォルトとアイワークスは新たなキャラクターを必要としていた。アイワークスはカエル、犬、猫など様々な動物をモチーフにしたキャラクター案をウォルトに提案するが、それらはどれもウォルトの目には魅力的に映らなかった。そんな中で二人は、かつて共に働いていたヒュー・ハーマンが描いたネズミのスケッチからインスピレーションを受け、ミッキーマウスを生み出す。ミッキーマウスは1928年に公開された「蒸気船ウィリー」でデビューし、アイワークスはこの作品を含めた初期のミッキーマウス作品、また「骸骨の踊り」を含める初期の「シリー・シンフォニー」の作画をほぼ全て担当している。しかし次第にアイワークスはウォルトのアニメ制作のやり方に不満を感じ、また業績に対する正当な報酬が得られていないとも感じていた。当時ディズニー社の映画の出資と配給をしていた実業家のパット・パワーズから独立の話を持ちかけられたアイワークスは退社する事を決意する。
1930年にアイワークス・スタジオが設立され、パット・パワーズをはじめとする投資家は期待を寄せていた。彼らはディズニーの初期の功績はアイワークスによるものが大きいと考えていて、このスタジオも確実に上手くいくと考えていた。しかし製作されたアニメはどれも決して成功とは言えない結果に終わり、1936年に投資家はアイワークス・スタジオへの資金援助を引き上げ、会社はその後すぐに倒産した。一方アイワークスを失ったディズニー社はその間も新たな世代のアニメーターの育成に成功し、数々の人気作品を作り上げていた。
1937年から1940年の間、レオン・シュレジンガー・プロダクション（現・ワーナー・ブラザース）のルーニー・テューンズや、スクリーン ジェムズの作品に携わった。そして1940年代に再びウォルト・ディズニー・カンパニーへ戻り、特殊効果技師として様々なディズニー・アニメーションに携わる。また、彼はWEDエンタープライズ（現・ウォルト・ディズニー・イマジニアリング）でテーマパーク製作にも携わった。1971年に心筋梗塞で死亡。

## 製作に携わった作品
| アメリカ公開年 日本公開年 | 邦題 原題                                                   | 担当                    | 備考                                                            |
| ------------------------- | ----------------------------------------------------------- | ----------------------- | --------------------------------------------------------------- |
| 1928年                    | 蒸気船ウィリー Steamboat Willie                             | ミッキー･マウス担当作画 |                                                                 |
| 1929年                    | 骸骨の踊り The Skeleton Dance                               | 作画                    |                                                                 |
| 1929年                    | 地獄の悪魔退治 Hell's Bells                                 | 作画、監督              |                                                                 |
| 1930年                    | 夏 Summer                                                   | 監督                    |                                                                 |
| 1930年                    | 秋 Autumn                                                   | 監督                    |                                                                 |
| 1930年                    | 北極の道化者 Arctic Antics                                  | 監督                    |                                                                 |
| 1941年                    | リラクタント・ドラゴン The Reluctant Dragon                 | アニメーション監督      | 日本未発売「BEHIND THE SCENES AT THE WALT DISNEY STUDIO」に収録 |
| 1946年                    | メイク・マイン・ミュージック Make Mine Music                | 特殊効果                |                                                                 |
| 1947年 1954年             | ファン・アンド・ファンシーフリー Fun And Fancy Free         | 特殊効果                |                                                                 |
| 1948年                    | メロディ・タイム Melody time                                | 特殊効果                |                                                                 |
| 1949年                    | わが心にかくも愛しき(私の心よ) So Dear to My Heart          | 特殊効果                |                                                                 |
| 1949年                    | イカボードとトード氏 The Adventures of Ichabod and Mr. Toad | 特殊効果                | 日本未発売DVD「The Madcap Adventures of Mr. Toad」に収録        |
| 1950年 1952年             | シンデレラ Cinderella                                       | 特殊効果                |                                                                 |
| 1951年 1953年             | ふしぎの国のアリス Alice in Wonderland                      | 特殊効果                |                                                                 |
| 1952年 1953年             | 水鳥の生態 Water Birds                                      | 特集効果                |                                                                 |
| 1953年 1955年             | ピーター・パン Peter Pan                                    | 特殊効果                |                                                                 |
| 1955年 1956年             | わんわん物語 Lady and the Tramp                             | 特殊効果                |                                                                 |
| 1959年 1960年             | 眠れる森の美女 Sleeping Beauty                              | 特殊効果                |                                                                 |
| 1961年 1962年             | 101匹わんちゃん One Hundred and One Dalmatians              | 特殊効果                |                                                                 |
| 1964年 1965年             | メリー・ポピンズ Mary Poppins                               | 特殊効果                |                                                                 |

## 受賞歴
- 1989年 - ディズニー・レジェンド